# 大草原之家
《大草原之家》又譯作《草原上的小木屋》（Little House on the Prairie）是美國作家蘿拉·英格斯·懷德的代表作，於1935年出版。本書被改編成電視劇和卡通草原少女蘿拉。

## 劇情簡介
描述蘿拉全家離開威斯康辛大森林，坐著篷車遷徙到堪薩斯大草原的經過，這正是當時美國國西部墾荒者的典型寫照。這次搬家，蘿拉一家人驚險萬分地渡過雪融後漲水的大河。蘿拉全家到了大草原以後，他們曾遇到印第安人，並遭受狼群包圍、草原大火以及痢疾的侵襲，但最後他們還是住進了父親親手搭蓋的小木屋中，在草原上度過了一段靠打獵維生的甜美時光。

## 外部連結
- Laura Ingalls Wilder, Frontier Girl - Comprehensive site（页面存档备份，存于）
- Laura Ingalls Wilder Museum, Walnut Grove, MN（页面存档备份，存于）
- A Review of The Little House Books